# Ebersův papyrus

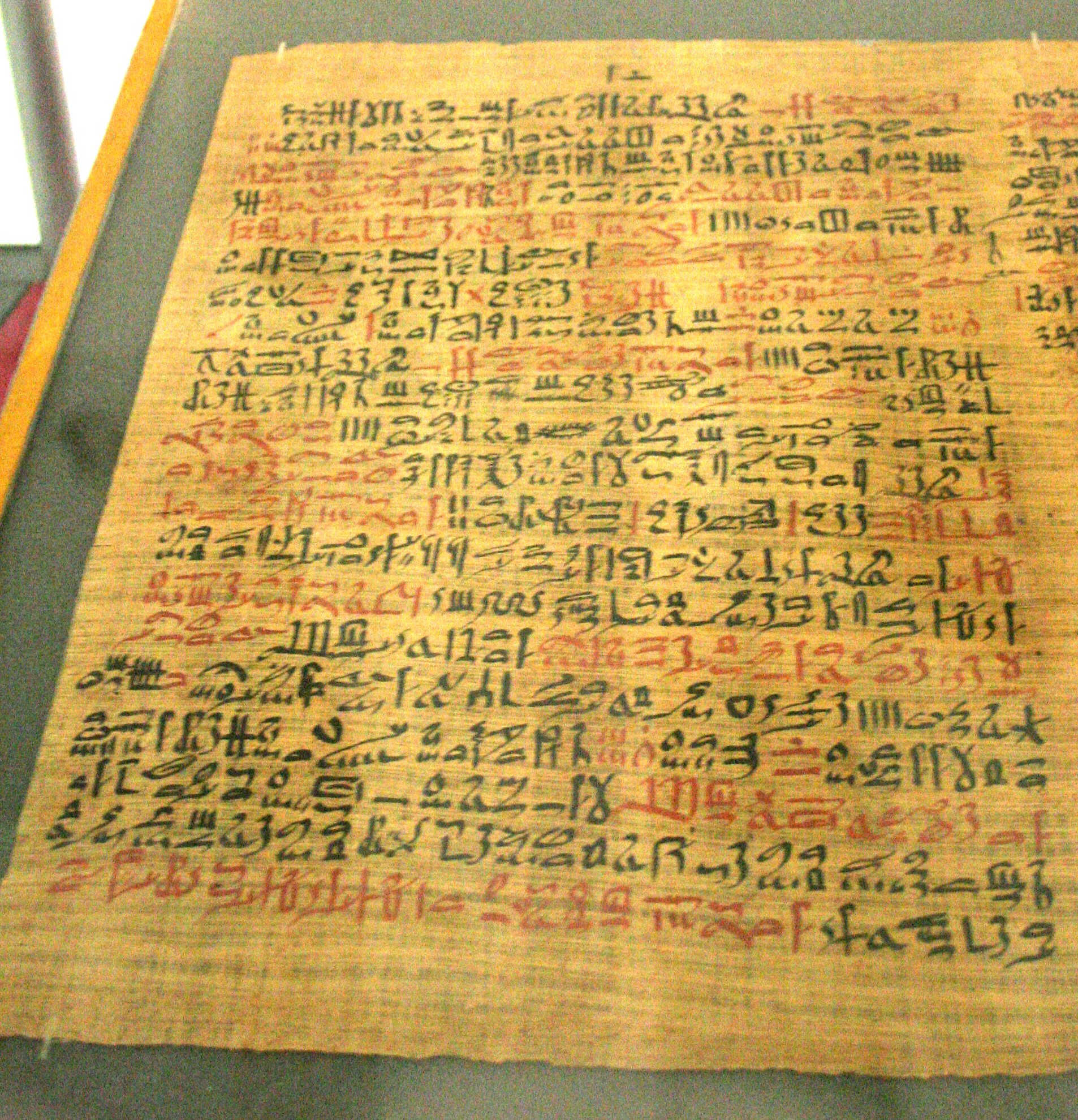
Ebersův papyrus ze starověkého Egypta

Ebersův papyrus je egyptský lékařský papyrus s vědomostmi o léčivých rostlinách, datovaný asi do roku 1550 před naším letopočtem. Byl nalezen v zimě 1873–1874 v egyptském Luxoru a náleží mezi nejstarší a nejcennější známé egyptské papyry. V současné době je uložen v Německu v knihovně Lipské university.

## Rukopis
Papyrus je datován do doby kolem roku 1500 před naším letopočtem, je však považován za kopii textu ještě staršího. Celý svitek je asi 20 metrů dlouhý a obsahuje 110 stránek. Náleží mezi nejstarší dochované medicínské písemnosti.

## Lékařské vědomosti
Ebersův papyrus je psán egyptským hieratickým písmem a představuje nejobsáhlejší dochovaný záznam staroegyptské medicíny. Je v něm okolo 700 magických předpisů a přípravků. Obsahuje rovněž zaklínadla k vyhánění démonů způsobujících nemoci a podává důkaz o dlouhé tradici empirické praxe a pozorování.

## Moderní historie papyru
Ebersův papyrus se dostal v roce 1862 do vlastnictví Edwina Smithe. Jeho zdroj je neznámý, tvrdí se však, že byl nalezen mezi nohama mumie v okrese Assassif thébské nekropole. Papyrus zůstal ve sbírkách Edwina Smithe přinejmenším do roku 1869, kdy se objevil v katalogu obchodníka se starověkými předměty. V roce 1872 jej zakoupil německý egyptolog Georg Ebers, po němž byl také papyrus pojmenován.

## Překlady
V roce 1875 Ebers publikoval faksimile papyru, doplněnou anglicko-latinským slovníčkem a úvodem, samotný papyrus však zůstal až do roku 1890 nepřeložený. Jako první jej přeložil H. Joachim. První překlad do angličtiny provedl Paul Ghalioungui. Po Ebersově odchodu do penze zůstal papyrus ve sbírkách knihovny Lipské university.